# Nicanore (nipote di Aristotele)
Nicanore (in greco antico: Νικάνωρ?, Nicánor; ... – dopo il 322 a.C.) è stato il nipote, genero ed esecutore testamentario del filosofo Aristotele.

## Biografia
Figlio di Prosseno di Atarneo e di Arimneste, la sorella di Aristotele, Nicanore era quindi il nipote del filosofo stagirita. Divenne anche genero di Aristotele dopo la sua morte, in quanto nel testamento del filosofo, riportato da Diogene Laerzio, la figlia Pizia la giovane, avuta dalla moglie Pizia, viene data in sposa al nipote. Quest'ultimo viene inoltre nominato amministratore del patrimonio di sua moglie, ottenuto in eredità dal defunto padre, e di quello di Nicomaco, figlio di Aristotele e della sua amante Erpillide, finché questi non avesse raggiunto la maggiore età.
Il fatto che Aristotele menzioni nelle sue ultime volontà che gli altri esecutori testamentari si debbano prendere cura di Erpillide, di Pizia la giovane e di Nicomaco "fino al ritorno di Nicanore" fa presumere che questi non si trovasse a Calcide al momento della morte del filosofo.
Alcuni studiosi lo identificano con l'omonimo ufficiale macedone mentre altri sostengono che si tratti di due persone differenti.